# Aedia
Aedia es un género de polillas perteneciente a la familia Noctuidae.  La colocación en una subfamilia está sujeta a controversia, con varios autores que colocan el género en Aediinae, Ophiderinae, Catocalinae o Acronictinae.  Si se coloca en Catocalinae, se le asigna su propia tribu, Aediina.

## Especies
- Aedia albomacula Hulstaert, 1924
- Aedia arctipennis Hulstaert, 1924{
- Aedia dinawa Bethune-Baker, 1906{
- Aedia dulcistriga Walker, 1858
- Aedia funesta
- Aedia leucomelas
- Aedia melas Bethune-Baker, 1906{
- Aedia olivescens Guenée, 1852
- Aedia sericea Butler, 1882